# Mesocyclops brasilianus
Mesocyclops brasilianus – gatunek widłonoga z rodziny Cyclopidae. Nazwa naukowa tego gatunku skorupiaków została opublikowana w 1933 roku przez niemieckiego zoologa Friedricha Kiefera.